# Благодатне (Болградський район)
Благода́тне — село Бородінської селищної громади, у Болградському районі Одеської області України. Населення становить 38 осіб.

## Перейменування
Указом Президії Верховної Ради УРСР від 14 листопада 1945 року село Копріори Сарацикської сільради Бородінського району Ізмаїльської області перейменували на село Благодатне.

## Історія
12 червня 2020 року, відповідно до Розпорядження Кабінету Міністрів України від № 724-р «Про визначення адміністративних центрів та затвердження територій територіальних громад Одеської області», увійшло до складу Бородінської селищної територіальної громади.
19 липня 2020 року, в результаті адміністративно-територіальної реформи і ліквідації Тарутинського району, село увійшло до складу новоутвореного Болградського району.

## Населення
Згідно з переписом УРСР 1989 року чисельність наявного населення села становила 115 осіб, з яких 45 чоловіків та 70 жінок.
За переписом населення України 2001 року в селі мешкало 38 осіб.

### Мова
Розподіл населення за рідною мовою за даними перепису 2001 року:
| Мова       | Відсоток |
| ---------- | -------- |
| українська | 86,84 %  |
| російська  | 13,16 %  |